# Stilfontein
Stilfontein – miasto, zamieszkane przez 17 942 ludzi (2011), w Republice Południowej Afryki, w Prowincji Północno-Zachodniej.
Miasto położone jest pomiędzy Klerksdorp i Potchefstroom, założone zostało w 1949 roku, jako miejsce zamieszkania dla pracowników trzech kopalni złota.
Stilfontein nawiedziło 9 marca 2005 przez trzęsienie ziemi, powstałe w wyniku szkód górniczych.